# Centralny Bank Liberii
Centralny Bank Liberii – bank centralny Liberii z siedzibą w Monrovii, otwarty w 2000 roku na mocy Ustawy o Centralnym Banku Liberii z 1999. Do jego głównych zadań należy emisja waluty Liberii, regulowanie podaży pieniądza i zarządzanie rezerwami walutowymi Liberii. Pierwszym prezesem banku był Elie Saleeby.

## Zadania
Zadania banku określone są w Ustawie o Centralnym Banku Liberii z 1999, według której do jego głównych zadań należy:
- emisja pieniądza
- zarządzanie prawem walutowym i regulowanie podaży pieniądza
- dyskrecjonalne zapewnianie kredytowania dla banków i instytucji finansowych
- działanie jako agent skarbowy Rządu
- zarządzanie Nową Ustawą o Instytucjach Finansowych z 1999 i regulowanie działań banków
- regulowanie bankowych i pozabankowych instytucji finansowych, jak również pozabankowych instytucji świadczących usługi finansowe
- utrzymywanie i zarządzanie rezerwami walutowymi Liberii, w tym złotem
- doradzanie Rządowi w sprawach finansowych i gospodarczych
- wykonywanie operacji walutowych
- odgrywanie aktywnej roli we współpracy z bankami i instytucjami finansowymi w sprawach tworzenia i eksploatacji sprawnych i bezpiecznych mechanizmów płatności, clearingu i rozrachunków celem spełnienia potrzeb rynku finansowego, handlu, agencji rządowych i ogółu społeczeństwa.

Według Ustawy Bank ma także prawo do:
- nadzoru nad bankami i instytucjami finansowymi, pozabankowymi instytucjami finansowymi oraz uprawnionymi pozabankowymi dealerami i brokerami usług finansowych
- zarządzania zagregowanym kredytem w gospodarce metodami pośrednimi, w tym sekurytyzacja, zakup i sprzedaż papierów wartościowych, transakcje na instrumentach pochodnych i walutach
- formułowania i implementowania polityki monetarnej
- określania odpowiedniego rygoru walutowego, formułowania i wdrażania polityki walutowej, utrzymywania i zarządzania walutami zagranicznymi
- zajmowania się zewnętrznymi sprawami bankowymi Rządu

## Organizacja
Bankiem zarządza Zarząd, składający się z czterech dyrektorów niewykonawczych oraz prezesa – dyrektora wykonawczego. Prezes i jego zastępca powoływani są przez Prezydenta kraju na pięcioletnią kadencję.